# もう一度/本気でオンリーユー (Let's Get Married)
「もう一度／本気でオンリーユー (Let's Get Married)」（もういちど／ほんきでオンリーユー レッツ・ゲット・マリード）は、竹内まりやの10作目のシングル。「もう一度」と「本気でオンリーユー (Let's Get Married)」との両A面シングル。アルファ・ムーン（現・ワーナーミュージック・ジャパン）からレコード・8cmCDで1984年4月10日に発売された。
オリジナル盤と同じ収録曲で、1989年9月10日に8cmCD、1999年6月2日にリマスター盤としてそれぞれ再発売。その際、両曲ともにオリジナル・カラオケが追加収録された。また、1994年9月25日に「本気でオンリーユー (Let's Get Married)／Forever friends」として再発売されている。

## 背景・リリース
「NATALIE/アップル・パップル・プリンセス」より3年ぶりのシングル。それまで結婚・出産の中で作詞・作曲家として活動していたが、本作で歌手としても復帰した。
「もう一度」は、TBS系ドラマ「くれない族の反乱」の主題歌に採用され、その後数々のＣＭソングやプレミアムドラマの主題歌として使用された。
「本気でオンリーユー (Let's Get Married)」は、カゴメ・リベラのイメージソングと、1994年には日産自動車の ″セフィーロ″ のCMソングに使用された。全編英語詞のプロポーズの楽曲となっており、イントロにはメンデルスゾーンの「結婚行進曲」の一部がサンプリングされている（結婚行進曲のパイプオルガン演奏は坂本龍一による）。

## 収録曲
全作詞・作曲：竹内まりや、編曲：山下達郎
1. もう一度  –  (4:05)
  - TBS系金曜ドラマ『くれない族の反乱』主題歌
  - UCカードCM曲（1991年）
  - 日産自動車 ″セフィーロ″ CM曲（1995年）
  - アサヒビール ″アサヒファーストレディ シルキー″ CM曲（1999年）
  - NHK BSプレミアム プレミアムドラマ『定年女子』主題歌
2. 本気でオンリーユー (Let's Get Married)  –  (3:51)
  - '84 カゴメ・リベラ イメージ・ソング

### 1994年再発盤シングル
全作詞・作曲：竹内まりや、編曲：山下達郎
1. 本気でオンリーユー (Let's Get Married)
  - 日産自動車 ″セフィーロ″ CM曲
2. Forever Friends
  - Honda ″トゥデイ″ CM曲（1992年）
3. 本気でオンリーユー (Let's Get Married)〈オリジナル・カラオケ〉
4. Forever Friends〈オリジナル・カラオケ〉

## 収録作品
もう一度
- VARIETY
- Impressions
- Expressions

本気でオンリーユー (Let's Get Married)
- VARIETY
- Impressions
- Expressions

## カバー
もう一度
- ケン・チョイ（中国語版）（1985年、広東語版「偸戀隔牆花」、アルバム『愛不是遊戲』に収録）
- 薬師丸ひろ子（1988年、アルバム『Sincerely Yours』に収録）
- キム・カーンズ（2003年4月16日、コンピレーション・アルバム『Sincerely...II〜Mariya Takeuchi Songbook〜』に収録）

本気でオンリーユー(Let's Get Married)
- スザンヌ・ホー（中国語版）（1985年、広東語版「甜在心裏」、アルバム『何嘉麗』に収録）
- プリシラ・チャン（1994年、英語版「Let's Get Married」、アルバム『今天的愛人是誰』に収録）
- プリシラ・チャン（1995年、広東語版「從來是一對」、アルバム『Welcome Back』に収録）